# هرگز دیگر
«هرگز دیگر» (انگلیسی: Nevermore) فیلمی در ژانر درام است که در سال ۲۰۰۷ منتشر شد. از بازیگران آن می‌توان به جود نلسن اشاره کرد.